# Escudo de San Diego
El sello oficial de la Ciudad de San Diego fue adoptado por el Concejo Municipal el 14 de abril de 1914 y sustituyó el diseño que había estado en uso desde el 5 de enero de 1888. En 1997, se le agregó una barra azul detrás del sello y en el arco las palabras de "The City of San Diego" (o en español La Ciudad de San Diego) para poderla identificar. 

## Descripción
- Los pilares de Hércules fueron utilizados como partidarios para recordar la antigua jurisdicción territorial de España.
- La rueda alada representa la fabricación y el transporte.
- Los dos delfines conectados simbolizan los océanos Pacífico y el Atlántico, e inseparablemente unidos por el canal de Panamá.
- El lema, "Semper Vigilans," significa "siempre vigilante."
- Los árboles de naranjas representan la agricultura.
- La carabela española representa la exploración y la colonización por los españoles.
- La banda azul ondeante de abajo representa la posición de la ciudad junto al mar.
- La misión carmelita o campanario significa la pronta solución por la misión de los padres.